# Chaco tucumana
Chaco tucumana là một loài nhện trong họ Nemesiidae.
Chaco tucumana được miêu tả năm 1995 bởi Goloboff.